# Mesterholdenes Europa Cup i håndbold 1962-63 (kvinder)
Mesterholdenes Europa Cup i håndbold 1962-63 for kvinder var den tredje udgave af Mesterholdenes Europa Cup i håndbold for kvinder. Turneringen havde deltagelse af 13 klubhold, der var blevet nationale mestre sæsonen forinden, samt de forsvarende mestre fra TJ Spartak Praha Sokolovo. Turneringen blev afviklet som en cupturnering, hvor alle opgørene til og med semifinalerne blev afviklet over to kampe, hvor holdene mødtes både ude og hjemme. Finalen blev afviklet som én kamp på neutral bane.
Turneringen blev vundet af Trud Moskva fra Sovjetunionen, som i finalen i Prag besejrede Frederiksberg IF fra Danmark med 11-8. Der havde ikke tidligere været sovjetiske eller danske hold i turneringens finale.

## Resultater

### Ottendedelsfinaler
| Dato   | Dato   | Hjemmehold i 1. kamp       | Udehold i 1. kamp  | Resultat | Resultat | Resultat |
| 1.kamp | 2.kamp | Hjemmehold i 1. kamp       | Udehold i 1. kamp  | Samlet   | 1.kamp   | 2.kamp   |
| ------ | ------ | -------------------------- | ------------------ | -------- | -------- | -------- |
| 23.12. | 29.12. | Ruch Chorzów               | Trud Moskva        | 18–26    | 11-11    | 07-15    |
| ?      | 20.12. | BSG Fortschritt Weißenfels | IK Ymer            | 22–90    | 14-30    | 8-6      |
| ?      | 7.12.  | ČKD Praha                  | Danubia Wien       | 11–50    | 9-3      | 2-2      |
| 29.11. | 9.12.  | Spartacus Budapest         | Rapid Bucureşti    | 08–20    | 2-4      | 06-16    |
| 25.11. | 8.12.  | Niloc                      | US d'Ivry          | 14–13    | 8-6      | 6-7      |
| 30.11. | 13.12. | Frederiksberg IF           | SSC Südwest Berlin | 17–10    | 9-4      | 8-6      |

### Kvartfinaler
| Dato   | Dato   | Hjemmehold i 1. kamp | Udehold i 1. kamp          | Resultat | Resultat | Resultat |
| 1.kamp | 2.kamp | Hjemmehold i 1. kamp | Udehold i 1. kamp          | Samlet   | 1.kamp   | 2.kamp   |
| ------ | ------ | -------------------- | -------------------------- | -------- | -------- | -------- |
| 19.1.  | 27.1.  | Trud Moskva          | TJ Spartak Praha Sokolovo  | 17–15    | 8-7      | 9-8      |
| 19.1.  | 27.1.  | ČKD Praha            | BSG Fortschritt Weißenfels | 14–15    | 8-8      | 6-7      |
| 11.1.  | ?.1.   | Rapid Bucureşti      | Lokomotiva Zagreb          | 19–12    | 13-80    | 6-6      |
| 6.1.   | 19.1.  | Frederiksberg IF     | Niloc                      | 30–13    | 17-70    | 13-60    |

### Semifinaler
| Dato   | Dato   | Hjemmehold i 1. kamp       | Udehold i 1. kamp | Resultat | Resultat | Resultat |
| 1.kamp | 2.kamp | Hjemmehold i 1. kamp       | Udehold i 1. kamp | Samlet   | 1.kamp   | 2.kamp   |
| ------ | ------ | -------------------------- | ----------------- | -------- | -------- | -------- |
| 20.2.  | 6.3.   | BSG Fortschritt Weißenfels | Trud Moskva       | 16–19    | 10-70    | 06-12    |
| 28.2.  | ?      | Frederiksberg IF           | Rapid Bucureşti   | 14–13    | 11-70    | 3-6      |

### Finale
Finalen blev spillet i Prag
| Dato  | Vinder      | Finalist         | Res. | Pause |
| ----- | ----------- | ---------------- | ---- | ----- |
| 14.4. | Trud Moskva | Frederiksberg IF | 11–8 | 6-6   |